# Wereldkampioenschappen moderne vijfkamp 1955
De wereldkampioenschappen moderne vijfkamp 1955 werden gehouden in Magglingen in Zwitserland. Er stonden twee onderdelen op het programma alleen voor mannen. 

## Medailles

### Mannen
| Onderdeel   | Goud | Goud                                         | Zilver | Zilver                                             | Brons | Brons                                        |
| ----------- | ---- | -------------------------------------------- | ------ | -------------------------------------------------- | ----- | -------------------------------------------- |
| Individueel | URS  | Konstantin Salnikov                          | FIN    | Olavi Mannonen                                     | HUN   | Aladár Kovácsi                               |
| Par équipes | HUN  | István Szondy Aladár Kovácsi Géza Ferdinándy | URS    | Igor Novikov Pavel Rakityansky Konstantin Salnikov | SUI   | Hansueli Glogg Erhard Minder Werner Vetterli |

### Medaillespiegel
| Plaats | Land        | Goud | Zilver | Brons | Totaal |
| 1      | Sovjet-Unie | 1    | 1      | 0     | 2      |
| 2      | Hongarije   | 1    | 0      | 1     | 2      |
| 3      | Finland     | 0    | 1      | 0     | 1      |
| 4      | Zwitserland | 0    | 1      | 0     | 1      |
| Totaal | Totaal      | 2    | 2      | 2     | 6      |